# تينا وانغ
تينا وانغ (بالإنجليزية: Tina Wang)‏ هي متزلجة فنية أسترالية، ولدت في 13 ديسمبر 1991 في كيكيهار في الصين.

## وصلات خارجية
- تينا وانغ على موقع الاتحاد الدولي للتزلج (الإنجليزية)